# Verneuil (Marne)
Verneuil és un municipi francès, situat al departament del Marne i a la regió del Gran Est. L'any 2007 tenia 819 habitants.

## Demografia

### Població
El 2007 la població de fet de Verneuil era de 819 persones. Hi havia 324 famílies, de les quals 72 eren unipersonals (40 homes vivint sols i 32 dones vivint soles), 108 parelles sense fills, 128 parelles amb fills i 16 famílies monoparentals amb fills.
La població ha evolucionat segons el següent gràfic:
Habitants censats

### Habitatges
El 2007 hi havia 397 habitatges, 334 eren l'habitatge principal de la família, 28 eren segones residències i 34 estaven desocupats. 377 eren cases i 19 eren apartaments. Dels 334 habitatges principals, 261 estaven ocupats pels seus propietaris, 60 estaven llogats i ocupats pels llogaters i 13 estaven cedits a títol gratuït; 1 tenia una cambra, 10 en tenien dues, 32 en tenien tres, 88 en tenien quatre i 203 en tenien cinc o més. 263 habitatges disposaven pel capbaix d'una plaça de pàrquing. A 130 habitatges hi havia un automòbil i a 170 n'hi havia dos o més.

### Piràmide de població
La piràmide de població per edats i sexe el 2009 era:
| Homes | Edats   | Dones |
| ----- | ------- | ----- |
| 0     | 95 o +  | 0     |
| 4     | 90 a 94 | 0     |
| 20    | 85 a 89 | 16    |
| 0     | 80 a 84 | 4     |
| 24    | 75 a 79 | 12    |
| 8     | 70 a 74 | 20    |
| 12    | 65 a 69 | 28    |
| 16    | 60 a 64 | 20    |
| 28    | 55 a 59 | 28    |
| 8     | 50 a 54 | 24    |
| 44    | 45 a 49 | 28    |
| 44    | 40 a 44 | 12    |
| 48    | 35 a 39 | 40    |
| 24    | 30 a 34 | 32    |
| 16    | 25 a 29 | 24    |
| 28    | 20 a 24 | 8     |
| 36    | 15 a 19 | 12    |
| 36    | 10 a 14 | 20    |
| 4     | 5 a 9   | 24    |
| 28    | 0 a 4   | 16    |

## Economia
El 2007 la població en edat de treballar era de 507 persones, 402 eren actives i 105 eren inactives. De les 402 persones actives 369 estaven ocupades (208 homes i 161 dones) i 33 estaven aturades (13 homes i 20 dones). De les 105 persones inactives 30 estaven jubilades, 42 estaven estudiant i 33 estaven classificades com a «altres inactius».

### Ingressos
El 2009 a Verneuil hi havia 331 unitats fiscals que integraven 812,5 persones, la mediana anual d'ingressos fiscals per persona era de 21.445 €.

### Activitats econòmiques
Dels 33 establiments que hi havia el 2007, 5 eren d'empreses alimentàries, 2 d'empreses de fabricació d'altres productes industrials, 5 d'empreses de construcció, 8 d'empreses de comerç i reparació d'automòbils, 1 d'una empresa de transport, 4 d'empreses d'hostatgeria i restauració, 1 d'una empresa immobiliària, 2 d'empreses de serveis, 2 d'entitats de l'administració pública i 3 d'empreses classificades com a «altres activitats de serveis».
Dels 9 establiments de servei als particulars que hi havia el 2009, 1 era un taller de reparació d'automòbils i de material agrícola, 2 fusteries, 1 lampisteria, 1 electricista, 1 perruqueria i 3 restaurants.
Dels 2 establiments comercials que hi havia el 2009, 1 era una botiga de més de 120 m² i 1 una botiga de menys de 120 m².
L'any 2000 a Verneuil hi havia 82 explotacions agrícoles que ocupaven un total de 689 hectàrees.

## Equipaments sanitaris i escolars
El 2009 hi havia 1 escola maternal i 1 escola elemental.

## Poblacions més properes
El següent diagrama mostra les poblacions més properes.